# Han Duck-soo
Han Duck-soo (Jeonju, 1948) és un tecnòcrata sud-coreà. Va exercir com a president en funcions de Corea del Sud el 2024, després de la suspensió del president Yoon Suk-yeol per impeachment. La seva etapa com a líder interí va finalitzar ràpidament quan l'Assemblea Nacional el va destituir per majoria simple amb 192 vots, enmig de protestes generalitzades, i Choi Sang-mok el va succeir en el càrrec. La seva curta presidència interina es va desenvolupar en un context polític i econòmic crític, amb desafiaments com les tensions amb Corea del Nord i una economia en desacceleració.
Amb més de tres dècades d'experiència, Han ha ocupat càrrecs destacats com a primer ministre, ministre de Finances, ministre de Comerç i ambaixador als Estats Units. Doctor en economia per la Universitat Harvard, és reconegut per la seva racionalitat i per la capacitat de gestionar assumptes complexos. Va tenir un paper clau en les negociacions de l'Acord de Lliure Comerç entre Corea del Sud i els Estats Units.